# Kanton Chemin
Kanton Chemin (francouzsky Canton de Chemin) je francouzský kanton v departementu Jura v regionu Franche-Comté. Tvoří ho 11 obcí.

## Obce kantonu
- Annoire
- Aumur
- Champdivers
- Chemin
- Longwy-sur-le-Doubs
- Molay
- Peseux
- Petit-Noir
- Saint-Aubin
- Saint-Loup
- Tavaux